# Носсиг, Альфред

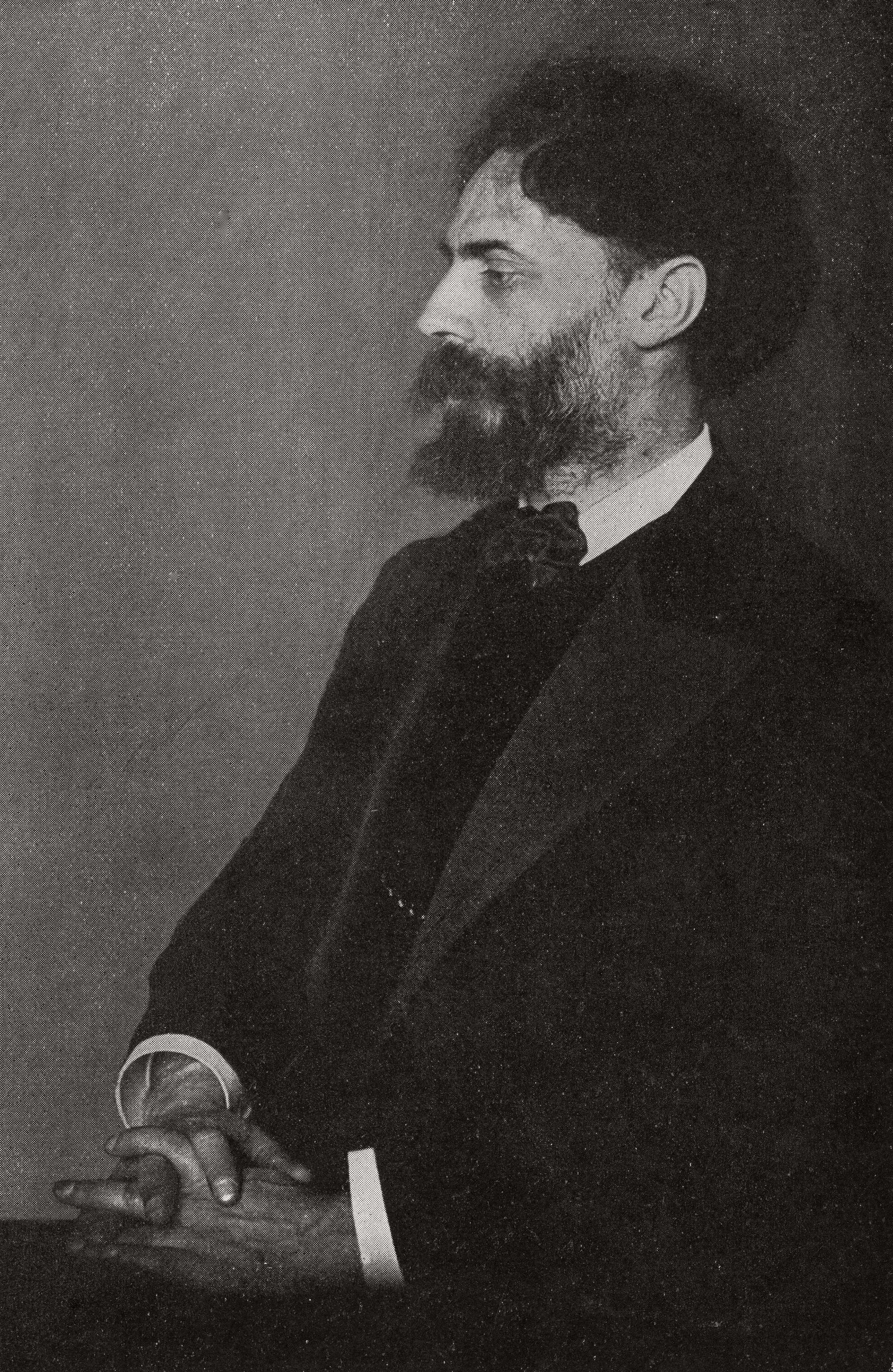
Альфред Носсиг

Альфред Носсиг (пол. Alfred Nossig; 18 апреля 1864, Львов — 22 февраля 1943, Варшава) — польский публицист, поэт и скульптор. Деятель сионистского движения.

## Биография
Родился в еврейской семье. Получил образование в университетах Львова, Вены, Цюриха. Писал на польском и немецком языках. Автор скульптур «Царь Соломон», «Иехуда Маккавей», «Вечный Жид», «Макс Нордау».
Его сестра Фелиция была матерью польского журналиста и политика Адама Прухника.
В молодости поддерживал идею ассимиляции евреев, которую пропагандировал в основанном им же в 1888 году журнале «Czasopismo». Впоследствии сменил взгляды на ассимиляцию и стал сионистом. Пропагандировал переселение евреев и создания еврейского государства в Палестине. Был участником первых сионистских конгрессов, но в результате конфликта с Теодором Герцлем в 1903 году вышел из Всемирной сионистской организации.
После прихода к власти в Германии нацистов был выслан из Берлина, где прожил более 30 лет и переехал в Варшаву. Во время оккупации Польши немецкими войсками в конце 1940 года был назначен членом юденрата в Варшавском гетто.
В 1943 году еврейская подпольная организация обвинила Носсига в сотрудничестве с нацистами. Как говорил один из руководителей восстания в гетто Марек Эдельман, никто не сомневался, что Носсиг — агент абвера с довоенных времён. В гетто состоялся подпольный суд, в ходе которого защитник просил учесть преклонный возраст Носсига. 22 февраля Носсиг был приговорён к смертной казни и в тот же день убит в своей кварире несколькими членами Еврейской боевой организации.
Он был похоронен на еврейском кладбище на Окоповой улице в Варшаве. Точное месторасположение могилы неизвестно.

## Литературные произведения
- «Próba rozwiązania kwestyi žydowskiej»;
- «Przegląd społeczny»;
- «Kolonizacya žydowska w Palestynie»;
- «Üeber die Bevölkerung»;
- «Versuch zur Lösung der jüdischen Frage»;
- «Materialen zur Statistik der jüd. Stammes»;
- «Einführung in das Studium der socialen Hygiene»;
- «Revision des Sozialismus» (1900);
- «Die Politik des Weltfriedens. Die deutsch-französische Annäherung und die Kontinentalunion» (Берлин, 1900);
- «Die moderne Agrarfrage» (1902);
- «Aesthetische Skizzen» (1895);
- «Die Kunst Oesterreich-Ungarns im neunzehnten Jahrhundert» (1903);
- «Tragedya myśli» (поэма, 1886);
- «Król Sionu» (драма, 1886);
- «Jan Prorok» (драма, 1892);
- «Göttliche Liebe» (драма, 1901);
- «Die Hochstapler» (драма, 1902);
- «Poemat o człowieku».